# Galp
Die Galp Energia ist ein am 22. April 1999 in Lissabon gegründetes  portugiesisches Unternehmen und Eigentümerin der beiden Unternehmen Petrogal S.A. und Gas de Portugal SGPS, S.A. Sie ist als Petróleos e Gás de Portugal SGPS, S.A. das größte portugiesische Unternehmen und weltweit im Öl- und Gasgeschäft tätig. Mit einer Marktkapitalisierung von 11,62 Mrd.€ (Stand 1. August 2025) ist Galp Energia eines der wertvollsten Unternehmen Portugals.
Galp Energia ist die einzige portugiesische Öl- und Erdgas-Betreiberin. Ihre Tätigkeiten reichen von der Erforschung und Produktion von Erdöl und Erdgas bis zur Raffinierung sowie vom Marketing bis zur Stromerzeugung. Auch im Handel, in der Logistik und im Einzelhandelsgeschäft sowie erneuerbaren Energien ist das Unternehmen tätig. Das Unternehmen fördert Erdöl in Angola und Brasilien; es betreibt zwei Raffinerien in Portugal (Sines und Matosinhos). Die Aktie ist im PSI 20 gelistet.

## Geschichte
Sacor, Cidla, Sonap, Petrosul und Petrogal waren die wichtigsten portugiesischen Unternehmen, aus denen sich die aktuelle Galp Energia formierte. Sacor war eine der ersten portugiesischen Ölgesellschaften. Im Jahr 1954 erweiterte Sacor seine Aktivitäten in die Überseegebiete Portugals, wo ab den 1950er Jahren Erdöl gefunden wurde. Etwa 80 % des Bedarfs an Benzin, Diesel und Kerosin stammten aus der damaligen portugiesischen Provinz Angola und mussten auf das Festland transportiert und raffiniert werden. Im Jahr 1957 war Sacor auch an der Errichtung einer weiteren Ölgesellschaft, der Moçacor, in der ehemaligen Provinz Mosambik beteiligt.
Nach der Nelkenrevolution im Jahr 1974 entließ Portugal seine überseeischen Provinzen in die Unabhängigkeit. In der Folge wurden diese verstaatlicht. In Portugal wurde Petrogal im April 1976 von den vier Unternehmen Sacor, Cidla, Sonap und Petrosul gebildet.

## Gás de Portugal
Gás de Portugal SGPS, S.A. (GDP) ist das führende Gasunternehmen in Portugal. GDP ist eine 100%ige Tochter der Galp Energia, das gegenwärtig gemeinsam vom portugiesischen Staat und ENI kontrolliert wird. Seine Aktivitäten erstrecken sich auf den Öl- und Gassektor. Durch seine Tochtergesellschaft Transgás führt GDP Erdgas über die internationale Maghreb-Europe-Pipeline (MEP) und über das Terminal Sines nach Portugal ein. Sie ist zuständig für den Transport, die Lagerung und die Lieferung von Erdgas über das portugiesische Hochdruckfernleitungsnetz. Die Aktivitäten von GDP erstrecken sich ferner auf die Erdgasversorgung industrieller Großabnehmer sowie die Entwicklung und den künftigen Betrieb der ersten unterirdischen Erdgas-Kavernenspeicher in Portugal. Darüber hinaus kontrolliert GDP gegenwärtig über GDP Distribuição (GDPD) fünf der sechs lokalen Verteilerunternehmen auf dem portugiesischen Markt.

## Eigentümerstruktur
Galp Energia ging im Jahr 2006 an die Lissabonner Börse (Euronext Lisboa). Die Aktie der Galp Energia hat im Portuguese Stock Index 20 eine Gewichtung von 15,45 %.
| Anteil | Anteilseigner |
| ------ | --- |
| 59,18  | Streubesitz, darunter Massachusetts Financial Services Company, T. Rowe Price Group, Inc., BlackRock Inc. mit jeweils rund 5 % |
| 33,34  | Amorim Energia |
| 7,48   | Parpública (öffentliche Beteiligungen)                                                                                         |